# Fritz Thyssen Stiftung

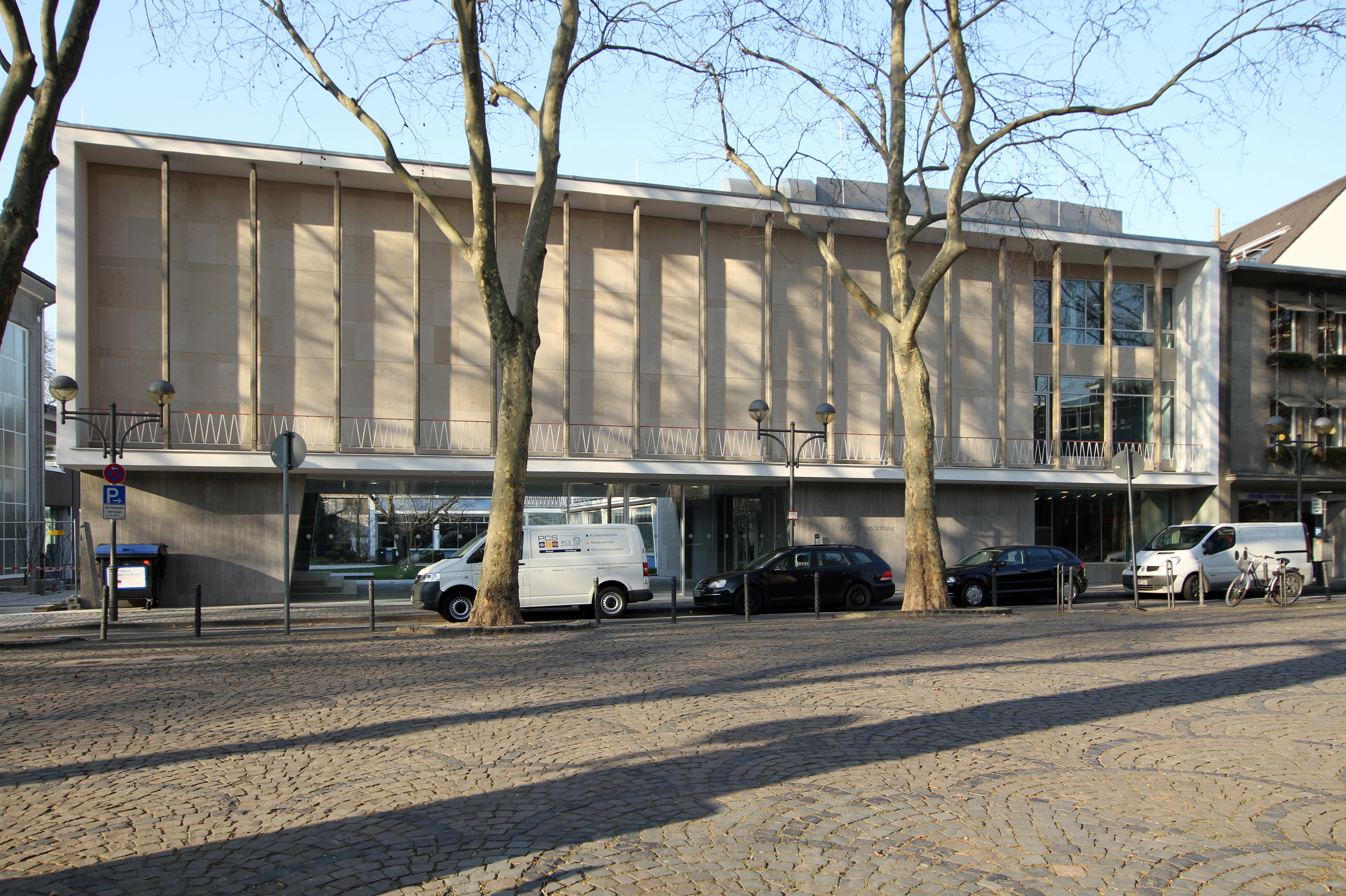
Stiftungssitz Köln, Apostelnkloster 13–15

Die Fritz Thyssen Stiftung fördert wissenschaftlichen Nachwuchs und Forschungsprojekte. Sie wurde 1959 gegründet und hat ihren Sitz in Köln.

## Förderungszweck
Zweck der Stiftung ist die Förderung der Wissenschaft an wissenschaftlichen Hochschulen und Forschungsstätten, vornehmlich in Deutschland, unter besonderer Berücksichtigung des wissenschaftlichen Nachwuchses. Die Stiftung hat hierzu ihre Tätigkeit auf die Förderung bestimmter und zeitlich übersehbarer Forschungsvorhaben konzentriert. Sie unterstützt kleinere wissenschaftliche Tagungen, vergibt Stipendien an junge Wissenschaftler, die ihre Hochschulausbildung mit der Promotion abgeschlossen haben, finanziert mehrere internationale Stipendien- und Austauschprogramme und fördert in begrenztem Umfang die Publikation der Resultate von ihr unterstützter Forschungsarbeiten. Dabei kooperiert die Stiftung mit anderen Institutionen, zum Beispiel bei dem gemeinsam mit dem Börsenverein des Deutschen Buchhandels und dem Auswärtigen Amt verliehenen Preis „Geisteswissenschaften International“. Die Preisgelder dienen der Übersetzung der prämierten geistes- und kulturwissenschaftliche Werke ins Englische.
Eigene Forschungsinstitute oder Lehreinrichtungen unterhält die Stiftung nicht. Ferner fördert sie grundsätzlich keine Projekte, die sich auf Bereiche beziehen, aus denen die Erträge der Stiftung stammen.

## Geschichte
Die Stiftung wurde am 7. Juli 1959 von Amélie Thyssen und ihrer Tochter Anita Gräfin Zichy-Thyssen im Gedenken an Fritz Thyssen errichtet. Die Stiftung diente dazu, den seit 1926 durch Erbgang und nach 1945 durch alliierte Vorgaben zur Entflechtung der deutschen Wirtschaft zersplitterten Thyssen-Konzern wieder zu integrieren.
Mit Aktien im Nominalwert von nahezu 100 Millionen DM war die Stiftung die erste große private wissenschaftliche Einzelstiftung in der Bundesrepublik Deutschland. 1972 erwarb die Stiftung einen Teil des Palazzo Barbarigo della Terrazza, der zum Sitz des Deutschen Studienzentrums in Venedig wurde.
In den neuen Bundesländern finanzierte die Stiftung über hundert Projekte und begleitete in sieben wissenschaftlichen Arbeitskreisen die Entwicklung der deutschen Rechtseinheit. Mit Einladungsstipendien gab sie noch vor der Wiedervereinigung jungen Wissenschaftlern aus der DDR die Gelegenheit zur Eingliederung in das westdeutsche Wissenschaftssystem.

## Sitz
Die Stiftung erwarb 2007 das unter Denkmalschutz stehende ehemalige Amerika Haus in Köln. Da die Räumlichkeiten für die Nutzung nicht ausreichten und die Bausubstanz sanierungsbedürftig war, ließ die Stiftung das Gebäude – in Abstimmung mit dem Kölner Denkmalschutz – über den Zeitraum von zwei Jahren umbauen und sanieren.
Zu dem bestehenden Gebäudekomplex kam der Anbau einer zweigeschossigen Bürospange im Westen und eines eingeschossigen Konferenzsaals im Norden hinzu. Der Verein Amerika Haus Nordrhein-Westfalen zog in die nahe Apostelnstraße.

## Organe
Vorsitzender des Kuratoriums: Karl-Ludwig Kley
Vorsitzender des Wissenschaftlichen Beirates: Andreas Voßkuhle
Vorstand: Frank Suder

## Geisteswissenschaften International
„Mit der Auszeichnung Geisteswissenschaften International – Preis zur Förderung der Übersetzung geisteswissenschaftlicher Literatur fördern der Börsenverein des Deutschen Buchhandels, die Verwertungsgesellschaft Wort, das Auswärtige Amt und die Fritz Thyssen Stiftung die Übersetzung herausragender geistes- und sozialwissenschaftlicher Werke in die englische Sprache. Mit der Auszeichnung ist die Finanzierung der Kosten der Übersetzung verbunden.“
Der Preis wurde von 2008 bis 2021 vergeben. Ziel der Übersetzungsförderung war es, zu einer weltweiten Verbreitung der geisteswissenschaftlichen Forschungsergebnisse aus Deutschland beizutragen und zugleich Deutsch als Wissenschaftssprache und Sprache der Erstveröffentlichung geisteswissenschaftlicher Werke zu erhalten.